# ダイナシティ (不動産会社)
株式会社ダイナシティ（Dynacity）は、かつて存在したマンションの分譲をはじめとする不動産事業をおこなう日本の不動産会社、不動産ディベロッパー。

## 概要
バブル経済崩壊後の平成不況期に創業し、不動産流通業に乗り出す。
1997年に可処分所得が多い独身者やDINKs世帯をターゲットにした1DK・1LDKクラスの小規模マンション「スカーラ」「デュオ・スカーラ」「ダイナシティ」シリーズの自社展開を開始し、東京都心を中心に高価格で分譲するなど業容を拡大。2001年12月にジャスダック上場し、不動産ベンチャー企業の一角を占め、後にJ-Stock銘柄となった。
2004年頃からは都心のマンションに暮らすイメージを持たせたテレビCMを深夜番組を主体に出稿していた。2005年1月には民事再生法を申請して競売にかけられた「成田カントリークラブ」を落札し、ゴルフ場運営（ダイナシティゴルフ倶楽部成田）にも乗り出した。
2005年12月に創業者一族が保有するダイナシティ株式をライブドアファイナンスへ売却するとともに、同社との資本業務提携（転換社債型新株予約権付社債の新規発行・引受）によってライブドアグループの一社となった。しかし、2006年1月発覚のライブドア事件の影響から、同年8月にインボイスが株式とMSCBを取得し、同社の子会社となった。
2008年に入ると、サブプライムローン危機の影響による不動産販売の低迷と、銀行融資が受けられず資金繰りがショートしたため、同年10月31日に東京地裁へ民事再生法を申請した。ダイナシティゴルフ倶楽部は後に、当時ローンスター傘下であったパシフィックゴルフグループインターナショナルホールディングス（現・PGMホールディングス）が買収し、「成田の森カントリークラブ」へ改称した。このためインボイスはダイナシティに対する貸付金や保証が焦げ付き、特別損失が発生したが、ダイナシティを連結対象から外し、子会社売却などを実施したため2009年3月期決算では純利益を確保している。
2009年5月27日付けで再生計画が東京地裁で認可された。これにより、同年6月29日付で発行済み株式全てを0円で強制取得のうえ償却（全額減資）され、ダイナシティは清算会社へ移行することになる。

## 沿革
- 1994年9月 - 中興建設株式会社設立。
- 1999年12月 - 社名を株式会社ダイナシティ変更。
- 2001年12月 - 株式を店頭公開（現在のジャスダック）。
- 2005年12月 - ライブドアグループとの資本・事業提携。
- 2006年8月 - ライブドアグループとの資本・事業提携を解消。
- 2006年12月 - インボイスが親会社となる。
- 2008年10月31日 - 東京地方裁判所に民事再生法手続きを申請。負債総額520億7700万円（2008年6月30日現在）。
- 2009年4月20日 - 本社を港区虎ノ門の城山トラストタワーから同区赤坂の赤坂ツインタワーに移転。

## 会社の現況 (2008年3月31日現在)
- 会社が発行する株式総数 - 4,157,856
- 発行済株式総数 - 2,088,201.44
- 株主数 - 21,578

### 大株主
| 株主名             | 持株数(千株) | 議決権比率(%) |
| ------------------ | ------------ | ------------- |
| 株式会社インボイス | 1,048,737    | 50.79         |

### 主な借り入れ先
2009年3月期有価証券報告書による。貸出額順。

#### 短期債権
1. SF不動産クレジット（SFCGグループ）
2. インボイス
3. 新生プロパティファイナンス（新生銀行グループ）
4. ファーストクレジット
5. 三菱UFJリース
6. 日本抵当証券
7. ダイナシティコミュニケーションズ（不動産仲介部門子会社）
8. 京葉銀行

#### 長期借入金
1. インボイス
2. 関西アーバン銀行
3. 商工組合中央金庫
4. 東日本銀行
5. 三菱東京UFJ銀行
6. 三洋電機クレジット
7. みずほ銀行
8. 東京海上日動火災保険
9. 近畿大阪銀行
10. 横浜銀行

#### 一年以内返済長期借入金
1. ダイヤモンドアセットファイナンス
2. みずほ銀行
3. 日本抵当証券
4. 東日本銀行
5. オリックス
6. 横浜銀行
7. インボイス
8. 新生プロパティファイナンス
9. 関西アーバン銀行
10. 紀陽銀行
11. りそな銀行
12. みなと銀行

### 従業員
| 従業員数 | 平均年齢(歳) | 平均勤続年数(年) |
| -------- | ------------ | ---------------- |
| 222      | 33.6         | 3.5              |

## 関連会社
| 会社名                                   | 資本金(千円) | 議決権比率(%) | 事業内容 |
| ---------------------------------------- | ------------ | ------------- | --- |
| 株式会社ダイナシティコミュニケーションズ | 10,000       | 100.0         | 不動産賃貸の仲介・管理事業及び管理組合事業 インボイス出身の丹野智幸がMBOを実施し、AKIコミュニケーションへ改称。 |
| 株式会社ダイナミックス                   | 95,000       | 100.0         | 不動産担保融資事業                                                                                              |

## スポンサード契約
- 選手の村主章枝と雇用契約。2005年6月30日に契約を終了し、その後エイベックス、2009年にエーケー・グローバル・エージェントへ移籍した。
- 全日本GT選手権（現 SUPER GT）に参戦しているトムスと2004年シーズンよりスポンサー契約したが、2005年シーズン中に契約終了（トムスはその後、IT系企業のオープンインタフェースとスポンサー契約）
- CMキャラクターにEXILEを起用。
- 2006年、プロバスケットボールの東京アパッチと胸スポンサー契約。

## 関連書籍
- 「ダイナシティの挑戦 不動産業界に新たな市場を創った男達」（IN通信社 著者:鶴蒔靖夫）